# کارلیون
کارلیون (به انگلیسی: Caerleon) یک منطقهٔ مسکونی در بریتانیا است که در Newport واقع شده‌است. کارلیون ۸٬۰۶۱ نفر جمعیت دارد.